# Lluís Massanet Galmés
Lluís Massanet Galmés (Sant Llorenç des Cardassar, Mallorca) és poeta, traductor, professor i articulista. Va estudiar Història de l'art i Relacions internacionals, ha traduït novel·la, poesia i assaig al català, i és autor de diverses adaptacions i traduccions teatrals d'èxit. Ha publicat els reculls de poesia següents: 
- Recordatori de navilis, Casa de Cultura de Manacor i Caixa de Balears, Manacor, 1983.[2]
- La vena distància, Casa de Cultura de Manacor i Caixa de Balears, Manacor, 1985.[3]
- L'instant transparent, Caixa de Balears, Palma, 1994.[4]
- A contratemps, Documenta Balear, Palma, 2005.[5]
- Entretant, El Gall Editor, Pollença, 2009.[6][7]
- Interstici, Tria Llibres, Barcelona, 2013.[8]
- En entredit, Llibres del Segle, Girona, 2019.
- Entretemps, Llibres del Segle, Girona, 2022.

Entre 1987 i 1993 Lluís Massanet es va dedicar de ple a la traducció al català de novel·la i assaig. Destaquem Domnitza de Snagov, de Panaït Istrati; Némesis, d'Isaac Asimov; Històries d'un vell brut, de Charles Bukowski; El rodamón de les estrelles, de Jack London; L'amic americà. El joc de Ripley, de Patricia Highsmith; Camps de Londres, de Martin Amis, entre aportacions diverses en el camp de l'assaig.
Cap al 1990 va iniciar una col·laboració molt estreta amb Pep Tosar, el resultat de la qual va ser la fundació de la companyia Teatre de Ciutat, a la qual aviat se sumaria Xicu Masó. Fins ben entrats els 2000 van ser uns anys fructífers, amb l'estrena dels espectacles següents:
- Foc colgat, d'Alexandre Ballester, 1990.
- Poemes a Nai, basat en l'obra poètica de Miquel Àngel Riera, 1990, dirigit per Pep Tosar i interpretat pel mateix Tosar, Lluís Massanet i Joan Bibiloni, autor de la música, a la guitarra. El 1993 SwingMedia va editar la versió en CD de l'espectacle (SW.002-CD).
- Sa història del senyor Sommer, de Patrick Süskind, primer dels quatre espectacles de Teatre de Ciutat dirigits per Xicu Masó.
- Rèquiem, d'Antonio Tabucchi, 1999.[9]
- Revés, d'Antonio Tabucchi, 2001.[10][11]
- El Mestre i Margarita, de Mikhaïl Bulgàkov, 2003.[12]

De la col·laboració de Lluís Massanet amb altres companyies, es poden destacar els espectacles següents: 
- Totes culpables, de Martine Tartour.
- La mel, de Tonino Guerra, amb Xicu Masó, 2005.[13]
- Tres versions de la vida, de Yasmina Reza, dirigit per Xicu Masó, 2007.[14]
- Nocturn, d'Antonio Tabucchi, dirigit per Pep Tosar, al Círcol Maldà, 2009.[15]

En aquests espectacles, la intervenció de Lluís Massanet es va centrar en el treball del text, la traducció i l'adaptació.
L'any 1993 va ser membre fundador de l'editorial Llibres de Segle, de Girona.
Lluís Massanet col·labora de manera habitual a la premsa escrita.